# Lycosa madani
Lycosa madani är en spindelart som beskrevs av Pocock 1901. Lycosa madani ingår i släktet Lycosa och familjen vargspindlar. Inga underarter finns listade i Catalogue of Life.